# Имаи, Тадаси
Тадаси Имаи (яп. 今井 正 Имаи Тадаси,  8 января 1912, Сибуя, Токио — 22 ноября 1991, Сока, префектура Сайтама) — известный японский кинорежиссёр и сценарист «левого» толка, видный представитель социал-демократического направления в японском кино, известный рядом значимых социально-реалистических кинокартин, отражающих такие общественно значимые социальные проблемы Японии, как труд на износ (см. кароси), безработица, махинации компаний-монополистов, несправедливость суда, жестокость полиции и т. п. Общественный деятель-коммунист, лауреат Премии Мира от Японского комитета защиты мира (1951).

## Биография и карьера
Тадаси Имаи родился в токийском районе Сибуя; его отцом был священник буддийского храма, давший сыну традиционное воспитание.
Учился на историка в Токийском университете, однако в этот период также увлёкся идеями марксизма и вступил в молодёжную коммунистическую организацию; участие в радикальных акциях привело к его нескольким арестам и, в конце концов, лишило его возможности закончить образование. Впоследствии Тадаси Имаи стал членом компартии Японии.
В 1935 году Имаи начал деятельность в кино на позиции помощника режиссёра в J.O. Studio, что было, по крайней мере, отчасти вынужденной мерой из-за большей трудности устроиться в другие места по неблагонадёжности. Собственная режиссёрская работа началась с 1939 года, в период 2-й мировой войны, и её начало включало несколько картин на заказ, имевших националистическую направленность и противоречащих собственным убеждениям режиссёра.
Первые его значимые ленты появляются после 1950 года, начиная со снятого на основанной Имаи киностудии «Синсэй эйга» фильма «А всё-таки мы живём!» (1951) — первой японской киноленты, снятой независимо от крупных студий с большим капиталом и делая его известным, несмотря на цензуру и попытки запретить творчество Имаи как коммунистическую пропаганду, как в самой Японии, так и за её пределами, включая Советский Союз.
Многие фильмы Имаи посвящены той или иной острой социальной проблеме страны. Упомянутый выше фильм «А всё-таки мы живём!» сочувственно рассказывает о судьбе безработного, всеми силами пытающегося обеспечить семью хоть горсткой риса, осуждая современный ему японский режим. Трёхсерийная картина «Мутный поток» (1953—1954) и отчасти «Повесть о жестокости бусидо» (1963) показывают жёсткость и жестокость японской феодальной системы. Ряд фильмов носят антивоенный характер.
Лента «Мрак среди дня» (1956) вообще является примером вмешательства кинематографиста в политическую борьбу, разоблачая реальный сфабрикованный полицией для компрометации рабочей молодёжи процесс против четырёх молодых рабочих, обвинённых в ограблении и убийстве старой супружеской четы, и сыграв решающую роль для его закрытия и освобождения несправедливо обвинённых.
Считается, что творчество Тадаси Имаи испытало значительное влияние итальянских неореалистов, в частности, Витторио де Сика. В то же время многие критики отмечали, что его творчество никогда не отличалось особой сентиментальностью, называя его стилистику «наканай-реализмом» («реализмом без слёз»). Творческий почерк Имаи зачастую характеризуется как грубоватый, лишённый последовательности и «стиля», однако это те же элементы, которые придают его фильмам ощущение честности, искренности и естественности, которыми он известен. Принципиально социально-ориентированные фильмы Имаи особенно популярны среди критиков и зрителей, отвергающих эстетически-стилистическое творчество режиссёров «Новой волны».
Тадаси Имаи умер в 1991 в городе Сока, вскоре после окончания съёмок своего последнего фильма «Война и юность».

## Избранная фильмография
- 1939 — «Кадетский корпус в Нумадзу» — режиссёрский дебют[3]
- 1940 — «Деревня Тадзинко»[3]
- 1941 — «Ваше превосходительство»[3]
- 1943 — «Отряд смертников на дозорной вышке»[3]
- 1944 — «Гневное море»[3]
- 1946 — «Враги народа»[4][5]
- 1949 — «Голубые горы»
- 1950 — «Когда мы встретимся вновь»
- 1951 — «А всё-таки мы живём!»[3][4][5]
- 1952 — «Школа эхо»
- 1953 — «Памятник лилиям»
- 1953—1954 — «Мутный поток» (3-хсерийный)[14]
- 1955 — «Здесь есть источник»
- 1955 — новелла «Невеста из деревни» в фильме «Когда любишь»
- 1956 — «Мрак среди дня» (по Х. Масаки)[3][4][5]
- 1957 — «Рис» или «Люди риса»[4][5]
- 1957 — «Повесть о чистой любви»
- 1958 — «Барабан в ночи»
- 1959 — «Кику и Исаму»
- 1963 — «Повесть о жестокости бусидо»
- 1964 — «Месть»[4][5]
- 1969—1970 — «Река без моста» (двух- , по другим сведениям трёхсерийный)[3][4][5]
- 1971 — «Её звали О-эн» (по Дж. О’Харе)[4][5]
- 1976 — «Брат и сестра»[3]
- 1979 — «Игра в воспитание»[3]
- 1991 — «Война и юность»

## Кинематографические номинации и награды
Трёхсерийная кинокартина «Река без моста» (1969) по одноимённому роману Суэ Сумии была включена японской кинокритикой в число лучших десяти фильмов года. Ряд фильмов Имаи был удостоен ещё более престижных номинаций и наград, как национальных, так и международных кинофестивалей:
Премии «Майнити»
- 1947 — в категории «Лучшая режиссёрская работа» (за фильм «Враги народа», 1946)
- 1951 — в категории «Лучший фильм» (за фильм «До встречи», 1950)
- 1954 — в категориях «Лучший фильм» и «Лучшая режиссёрская работа» (за фильм «Мутный поток», 1953)
- 1957 — в категориях «Лучший фильм» и «Лучшая режиссёрская работа» (за фильм «Мрак среди дня», 1956)
- 1958 — в категориях «Лучший фильм» (за фильм «Люди риса», 1957) и «Лучшая режиссёрская работа» (за «Люди риса» и «Повесть о чистой любви», 1957)
- 1960 — в категории «Лучший фильм» (за фильм «Кику и Исаму», 1959)
- 1992 — специальная премия по совокупности заслуг (посмертно)

Премии журнала «Кинэма Дзюмпо»
- 1951 — в категории «Лучший фильм» (за «До встречи», 1950)
- 1954 — в категории «Лучший фильм» (за «Мутный поток», 1953)
- 1957 — в категориях «Лучший фильм» и «Лучшая режиссёрская работа» (за «Мрак среди дня», 1956)
- 1958 — в категориях «Лучший фильм» и «Лучшая режиссёрская работа» (за «Люди риса», 1957)
- 1960 — в категориях «Лучший фильм» и «Лучшая режиссёрская работа» (за «Кику и Исаму», 1959)

Премии «Голубая лента»
- 1951 — в категориях «Лучший фильм» и «Лучшая режиссёрская работа» (за «До встречи», 1950)[17]
- 1954 — в категориях «Лучший фильм» (за «Мутный поток», 1953) и «Лучшая режиссёрская работа» (за фильм «Башня Химэюри», 1953)[18]
- 1957 — в категориях «Лучший фильм» и «Лучшая режиссёрская работа» (за «Мрак среди дня», 1956)[19]
- 1958 — в категориях «Лучший фильм» (за фильм «Люди риса», 1957) и «Лучшая режиссёрская работа» (за «Люди риса» и «Повесть о чистой любви», 1957)[20]
- 1960 — в категории «Лучший фильм» (за «Кику и Исаму», 1959)[21]

Каннский кинофестиваль
- 1954 — Номинация на гран-при фестиваля (за «Мутный поток»/Nigorie, 1953)[22]
- 1957 — Номинация на «Золотую пальмовую ветвь» (за «Люди риса»/Kage, 1957)[23]

Берлинский международный кинофестиваль
- 1958 — Номинация фильма «Повесть о чистой любви» (Jun’ai monogatari, 1957) на «Золотого медведя»

«Серебряный медведь за лучшую режиссёрскую работу» (за тот же фильм)
- 1963 — «Золотой медведь» of за фильм «Повесть о жестокости бусидо» (Bushido zankoku monogatari, 1963)[25]

Japan Academy Prize
- 1992 — Спецприз за жизненные достижения (посмертно)[16][26]

Nikkan Sports Film Award
- 1991 — специальная премия по совокупности заслуг (посмертно)[16]

Монреальский международный кинофестиваль
- 1991 — Приз всемирного жюри (за фильм «Война и юность», 1991)[16]